# Ayuntamiento antiguo (Ayerbe)
El antiguo ayuntamiento de Ayerbe es un edificio de uso civil en la población de Ayerbe, Huesca.

## Historia
El edificio fue construido en el 1616 con la intención de ser la sede del concejo aunque posteriormente fue reformado entre los años 1776 y 1777, siendo esta última actuación realizada poco antes de la construcción de la Torre del Reloj de la población. Durante este periodo también estuvo la sede del Justicia de la población.
El edificio se usó como casa consistorial hasta la década de 1870, cuando se construyó el nuevo ayuntamiento junto con otras obras destinadas a modernizar la población con la llegada del ferrocarril a la misma.

## Descripción
El edificio es de planta rectangular y consta de tres plantas, estando la planta baja construida con grandes sillares almohadillados mientras las dos superiores actualmente se encuentran enlucidas. Finalmente el edificio se cubre con un tejado a dos aguas de tejas.
En la planta baja de la fachada, en donde se pueden ver los sillares a cara vista, se abre un porche con dos arcos rebajados bajo los cuales se encuentra el acceso a la vivienda, que también se hace a través de un arco rebajado.
Respecto a los dos pisos superiores estos están visualmente conectados por tres pilastras adosadas colocadas a ambos extremos y centro de la fachada que van desde la planta baja hasta la altura de las ventanas de la segunda planta, donde están rematadas por capiteles con motivos florales y ondas.
Cada piso cuenta con dos vanos, siendo los de la planta noble los que mayor interés arquitectónico tienen ya que están enmarcadas por una moldura en bocel escalonado grueso en lo inferior mientras que en la parte superior tienen el dintel prolongado en forma de mitra. Mientras que las ventanas del segundo piso son vanos adintelados rodeados por un ligero resalte.